# Woka Woka
Woka Woka je marble-shooter igra koju razvija Two Desperados studio iz Srbije. Dostupna je na Google Play Store platformi od februara 2016. godine, a može se preuzeti sa App Store-a, Google Play Store-a, Windows Store-a, Amazon Store-a, kao i sa Facebook-a i Facebook Gameroom-a. Trenutno igru je preuzelo preko 20 miliona ljudi. Igra je u potpunosti besplatna, uz mogućnost kupovine novčića u igri koji omogućavaju kupovinu unutar igre.

## Kako se igra?
Osnovni cilj igre je razbijanje kuglica spajanjem tri ili više istih boja pre nego što dostignu rupu na kraju niza. Igrači prelaženjem nivoa otključavaju nove mape, ali i specijalne kuglice i karakteristike koje do sada ova niša igara nije imala. U igri se mogu koristiti specijalne kuglice koje pomažu prilikom igranja, kao i boosteri. Woka Woka se redovno ažurira i ima preko 800 levela.
Kombinacijom kuglica, mogu se kreirati razne vrste specijalnih kuglica koje pomažu u kompletiranju nivoa. Pored toga, igrači mogu koristiti pet različitih boostera, koji olakšavaju razbijanje kuglica. U igri postoje misije koje igrači ispunjavaju igranjem nivoa i sakupljanjem zvezdica. Ispunjavanjem misija, igrači osvajaju dodatne nagrade.

### "Marble Arena"
Inovacija u ovom tipu igara je Marble Arena, koja se aktivira nasumično i dostupna je tokom ograničenog perioda. Marble Arena ima 10 potpuno novih nivoa. Prelaženjem nivoa u Areni, igrači otvaraju bronzani, srebrni i zlatni kovčeg koji sadrže vredne nagrade.

### "Marble Challenge"
Marble Challenge je vremenski ograničen izazov koji ima 3 nivoa koje igrači treba da prođu iz jednog pokušaja. Ukoliko ne uspeju da pređu sve nivoe sa jednim životom, igrači se vraćaju na početak. Prelaženjem sva tri nivoa, igrači dobijaju vredne nagrade.

### Dodaci (“Boosters”)
U igri postoji 5 boostera koji olakšavaju razbijanje kuglica:
- “Rapid” - eleminiše kuglice u svim nizovima koji su mu na putu.
- “Torpedo” - ispalje 3 kuglice koje razbijaju kuglice kroz više redova.
- “Twister” - uklanja 60% kuglica sa mape
- “Smasher” - uništava 14 kuglica najbližih rupi
- “Laser” - uništava 7 spojenih kuglica.

## Likovi u igri
Igra prati priču glavnog lika, kornjače Woka, koga je nakon nezgode sa vrtlogom, reka odnela na ostrvo u Havajima. Kornjača se probudila na plaži potpuno nepoznatog predela. Woka nema vremena za gubljenje! Woka mora da izglanca svoje oružje jer borba za preživljavanje počinje odmah!